# Mariquita-de-cabeça-cinzenta
A mariquita-de-connecticut (Oporornis agilis), também conhecida como mariquita-de-cabeça-cinzenta, é uma espécie de ave passeriforme da família das mariquitas que se reproduz na América do Norte e inverna na América do Sul. Apesar do nome, essa espécie raramente migra por Connecticut.

## Descrição
É uma ave de tamanho médio, medindo aproximadamente 13–15 cm (5.1–5.9 in) de comprimento, com 22–23 cm (8.7–9.1 in) envergadura. As mariquitas-de-connecticut pesam 10 g (0.35 oz) quando emplumam, atingindo um peso médio de cerca de 15 g (0.53 oz) quando adultos. No entanto, os indivíduos que se preparam para a migração pesam mais para sobreviver à jornada extenuante e podem pesar até 25 g (0.88 oz). Esta espécie tem partes inferiores amarelas claras e partes superiores verde-oliva; eles têm um anel perioftálmico claro, pernas rosadas, uma cauda longa, penas secundárias pálidas e um bico fino e pontiagudo. Os machos têm um capuz cinza; as fêmeas e os imaturos são mais marrons e têm a garganta esbranquiçada.

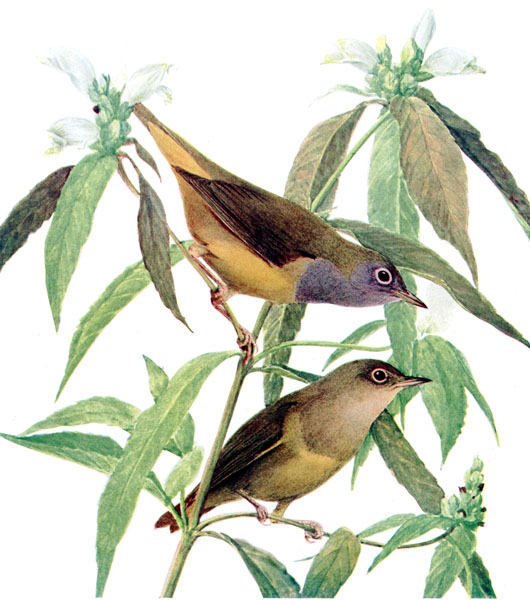
Mariquita-de-connecticut; macho (em cima) e fêmea (em baixo). Observe como a fêmea é opaca em contraste com o macho

## Taxonomia
A maioria dos sistemas de classificação considera o gênero monofilético. Costumava ser considerado parafilético, e foi emparelhado com as mariquitas-de-capuz (Geothlypis tolmiei, G. philadelphia e G. formosa) no gênero Oporornis. No entanto, estudos recentes descobriram que essas três mariquitas estavam mais intimamente relacionados com os membros do gênero Geothlypis.

## Habitat
Seu habitat de reprodução é pântanos ou florestas decíduas abertas perto de água, especialmente com álamo e abeto, no centro do Canadá e nos estados que fazem fronteira com os Grandes Lagos. Esses habitats tendem a estar em áreas bastante remotas e de difícil acesso; portanto, há poucos dados disponíveis sobre esta espécie de aves. O ninho é um copo aberto bem escondido no musgo ou em uma moita de grama. É feito de "ervas secas, talos de ervas daninhas e crinas".

## Vocalização
O canto desta espécie é um cheepa-cheepa alto e repetido. É semelhante ao canto da mariquita-de-capuz-esverdeado (Geothlypis formosa) e da mariquita-de-coroa-ruiva (Seiurus aurocapilla). O chamado é num tom nasal, soa como uma "bruxa" rouca. Assim como muitos pássaros canoros, seu canto é ouvido durante a época de reprodução, mas raramente durante o outono.

### Livros
- Pitocchelli, J., J. Bouchie e D. Jones. 1997. Toutinegra de Connecticut (Oporornis agilis) . Em The Birds of North America, No. 320 (A. Poole e F. Gill, eds. ). A Academia de Ciências Naturais, Filadélfia, PA, e a União dos Ornitólogos Americanos, Washington, DC

### Relatório
- Cooper JM, Enns KA & Shepard MG. (1997). Status da toutinegra de Connecticut na Colúmbia Britânica . Índice de Pesquisa Canadense. pág. n / D.

### Artigos
- Bosque, Carlos; Lentino, Miguel (1987). «The Passage of North American Migratory Land Birds Through Xerophytic Habitats on the Western Coast of Venezuela». Biotropica. 19 (3): 267–273. JSTOR 2388346. doi:10.2307/2388346
- Lind, Jim; Danz, Nicholas P.; Hanowski, JoAnn M.; Niemi, Gerald J. (2003). Breeding Bird Monitoring in Great Lakes National Forests : 1991-2003 (Relatório). University of Minnesota Duluth
- Elder DH. (1991). Breeding Habitat of the Connecticut Warbler in the Rainy River District. Ontario Birds. vol 9, no 3. pp. 84–86.
- Ferguson RS. (1981). Summer Birds of the Northwest Angle Provincial Forest and Adjacent Southeastern Manitoba Canada. Syllogeus. vol 31, pp. 1–23.
- Hall D. (1995). On rarity and mischance. The Yale Review. vol 83, no 2. p. 74.
- Hobson, Keith A.; Schieck, Jim (agosto de 1999). «Changes in bird communities in boreal mixedwood forest: Harvest and wildfire effects over 30 years». Ecological Applications. 9 (3): 849–863. JSTOR 2641334. doi:10.1890/1051-0761(1999)009[0849:CIBCIB]2.0.CO;2
- Jahn O, Viteri MEJ & Schuchmann K-L. (1999). Connecticut Warbler, a North American migrant new to Ecuador. Wilson Bulletin. vol 111, no 2. pp. 281–282.
- Machtans CS. (2000). Extra-limital observations of Broad-winged Hawk, Buteo platypterus, Connecticut Warbler, Oporornis agilis, and other bird observations from the Liard Valley, Northwest Territories. Canadian Field-Naturalist. vol 114, no 4. pp. 671–679.
- McCaskie G. (1970). Occurrence of the Eastern Species of Oporornis and Wilsonia in California. Condor. vol 72, no 3. pp. 373–374.
- McKenzie PM & Noble RE. (1989). Sight Records for Connecticut Warbler Oporornis-Agilis and Yellow-Throated Vireo Vireo-Flavifrons in Puerto Rico USA. Florida Field Naturalist. vol 17, no 3. pp. 69–72.
- McNair DB, Massiah EB & Frost MD. (1999). New and rare species of Nearctic landbird migrants during autumn for Barbados and the Lesser Antilles. Caribbean Journal of Science. vol 35, no 1–2. pp. 46–53.
- Morgan JG & Eubanks TLJ. (1979). Connecticut Warbler Oporornis-Agilis New-Record in Texas USA. Bulletin of the Texas Ornithological Society. vol 12, no 1. pp. 21–22.
- Niemi, Gerald J.; Hanowski, JoAnn M. (1984). «Effects of a Transmission Line on Bird Populations in the Red Lake Peatland, Northern Minnesota». The Auk. 101 (3): 487–498. JSTOR 4086601. doi:10.1093/auk/101.3.487
- Parker, Theodore A. (1982). «Observations of Some Unusual Rainforest and Marsh Birds in Southeastern Peru». The Wilson Bulletin. 94 (4): 477–493. JSTOR 4161674
- Parmelee DF & Oehlenschlager RJ. (1972). Connecticut Warbler Nest in Hubbard County Minnesota. Loon. vol 44, no 1. pp. 5–6.
- Rogers TH. (1982). The Spring Migration March 1 – May 31, 1982 Northern Rocky Mountain Intermountain Region Canada USA. American Birds. vol 36, no 5. pp. 875–877.
- Schulte, Lisa A.; Niemi, Gerald J. (1998). «Bird Communities of Early-Successional Burned and Logged Forest». The Journal of Wildlife Management. 62 (4): 1418–1429. JSTOR 3802008. doi:10.2307/3802008
- Shanahan D. (1992). Notes on calls of breeding Connecticut warblers. Ontario Birds. vol 10, no 3. pp. 115–116.
- Shier GR. (1971). 1st Fall Record of the Connecticut Warbler in Colorado. Colorado Field Ornithologist. vol 10, pp. 19–20.
- Thomas, Betsy Trent (1993). «North American Migrant Passerines at Two Non-Forested Sites in Venezuela (Paseriformes migratorios en dos localidades no-forestadas de Venezuela)». Journal of Field Ornithology. 64 (4): 549–556. JSTOR 4513867
- Venier, L. A.; McKenney, D. W.; Wang, Y.; McKee, J. (1999). «Models of large-scale breeding-bird distribution as a function of macro-climate in Ontario, Canada». Journal of Biogeography. 26 (2): 315–328. JSTOR 2656117. doi:10.1046/j.1365-2699.1999.00273.x
- Welsh, Daniel A.; Venier, Lisa A. (1996). «Binoculars and satellites: developing a conservation framework for boreal forest wildlife at varying scales». Forest Ecology and Management. 85 (1–3): 53–65. doi:10.1016/S0378-1127(96)03750-4